# هيكل أرضي (ماس)

رمز لهيكل أرضي

إن أرضية الهيكل هي رابط بين الأجزاء المعدنية المختلفة في الماكينة لضمان التوصيل الكهربائي بينها. تشمل الأمثلة الأدوات الإلكترونية والسيارات.

## الاستخدامات
إلكترونيات
ترتبط معظم الأنظمة الإلكترونية بدوائرها المرتبطة بالهيكل المرجعي بينما يكون الهيكل نفسه مرتبطًا بالأرض، ولكن ليس دائمًا.
السيارات
تستخدم معظم السيارات الهيكل المعدني كمرجع لجميع الأجهزة الطرفية الكهربائية التي تسمح باستخدام سلك واحد فقط لكل ملحق.
في السيارة ذات الهيكل المعدني، فإن استخدام الهيكل ككتلة كهربائية يجعل من الممكن استخدام سلك واحد فقط لتزويد الأجهزة الاستهلاكية (المصابيح، والمحركات، وما إلى ذلك) ،يتم الرجوع إلى مصدر الطاقة عن طريق الهيكل الموصل.

## الالتباس
لكن يجب ألا يعتبر الهيكل رابطًا للأرض. فاعتمادًا على استخدام الآلات الكهربائية، قد يكون هذا هو الحال أو لا. على سبيل المثال، في جميع السيارات، ترتبط الأجزاء المعدنية ببعضها البعض ولكنها غير مرتبطة بالأرض. وهذا يفسر لماذا يمكن للمرء تجربة التفريغ الكهربائي عند مغادرة السيارة.